# آه سيليز
آه سیلیز أو أسيليز (بالإنجليزية: Ah Ciliz)‏ إلهٌ لكسوف الشمس في الديانة المايانية في أمريكا الوسطى، وتقول الأسطورة إنه يأكل الشمس لحظات الكسوف، أما في اللحظات الأخرى فهو يرعى إله الشمس ويعد له الوجبات، ويقوم على خدمته.